# Uvaria lamponga
Uvaria lamponga este o specie de plante angiosperme din genul Uvaria, familia Annonaceae, descrisă de Rudolph Herman Scheffer. Conform Catalogue of Life specia Uvaria lamponga nu are subspecii cunoscute.